# Tarnów Opolski (gmina)
Tarnów Opolski (niem. Gemeinde Tarnau; daw. gmina Tarnów) – gmina wiejska w województwie opolskim, w powiecie opolskim. W latach 1975–1998 gmina położona była w województwie opolskim. W 2007 roku w gminie wprowadzono język niemiecki jako język pomocniczy.
Siedziba gminy to Tarnów Opolski.

## Położenie
Gmina Tarnów Opolski leży na piaszczystej równinie w południowo-zachodniej części Polski, na prawym brzegu rzeki Odry, 19 km od Opola, na pograniczu Wyżyny Śląsko-Krakowskiej i Niziny Śląskiej. Wschodnią część gminy stanowi mezoregion Równiny Opolskiej, wąski pas wzdłuż Odry w zachodniej części to mezoregion Pradoliny Odry. Natomiast część gminy położona na południe od Kosorowic i Tarnowa Opolskiego stanowi fragment Masywu Chełmskiego.
Gmina, administracyjnie położona jest w środkowej części województwa opolskiego w powiecie opolskim. Zajmuje 82 km², co lokuje ją pod względem obszaru na 25 pozycji w grupie gmin wiejskich.

## Komunikacja
Położenie komunikacyjne gminy w regionie jest bardzo korzystne. Większość tras komunikacji lokalnej stanowi zarazem część systemu sieci ponadlokalnej. Przez teren gminy przebiega międzynarodowa trasa nr 94 prowadząca do granic Niemiec i Ukrainy, droga wojewódzka w miejscowości Przywory nr 423 relacji Opole – Kędzierzyn Koźle. Ponadto przez gminę przebiega 35,81 km dróg powiatowych i 78,835 km dróg gminnych. Przez gminę przebiegają dwie linie kolejowe, dwutorowe, zelektryfikowane, relacji: Wrocław – Bytom oraz Opole – Kędzierzyn-Koźle.

## Struktura powierzchni
Według danych z roku 2023 gmina Tarnów Opolski ma obszar 81,8 km².
Gmina stanowi 5,14% powierzchni powiatu opolskiego w tym:
- użytki rolne: 47%
- użytki leśne: 44%

## Demografia
Według danych z 31 grudnia 2023 roku gminę zamieszkiwało 9397 osób.
| Opis                              | Ogółem | Ogółem | Kobiety | Kobiety | Mężczyźni | Mężczyźni |
| --------------------------------- | ------ | ------ | ------- | ------- | --------- | --------- |
| jednostka                         | osób   | %      | osób    | %       | osób      | %         |
| populacja                         | 9397   | 100    | 4861    | 52      | 4536      | 48        |
| gęstość zaludnienia (mieszk./km²) | 114,88 | 114,88 | 59,43   | 59,43   | 55,45     | 55,45     |

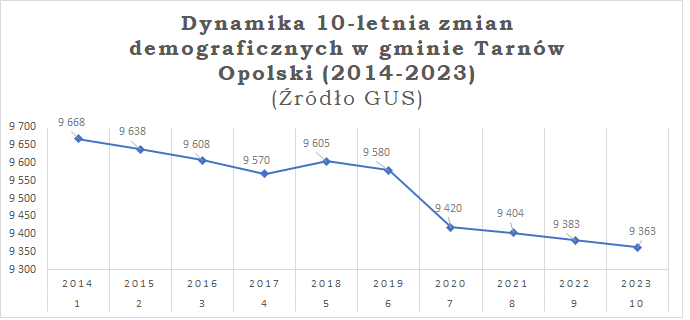
Dynamika 10-letnia zmian demograficznych w gminie Tarnów Opolski (2014–2023)
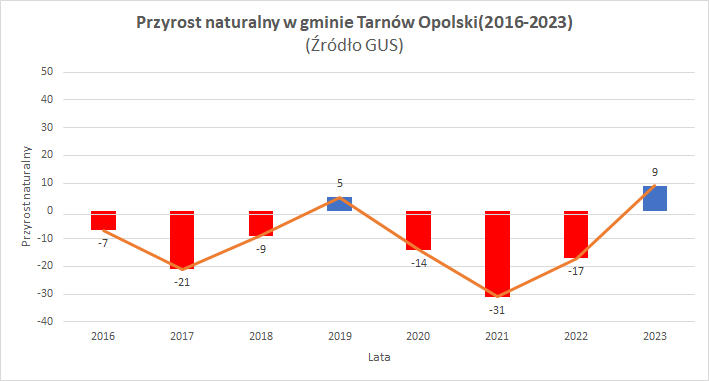
Dynamika zmian przyrostu naturalnego w gminie Tarnów Opolski w latach 2016–2023
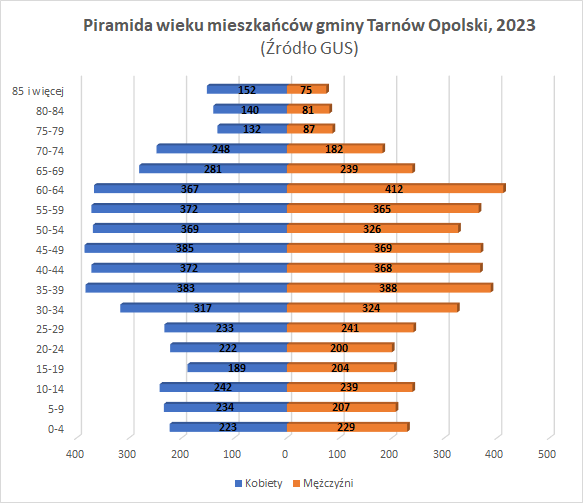
Piramida wieku i płci mieszkańców gminy Tarnów Opolski w 2023 roku
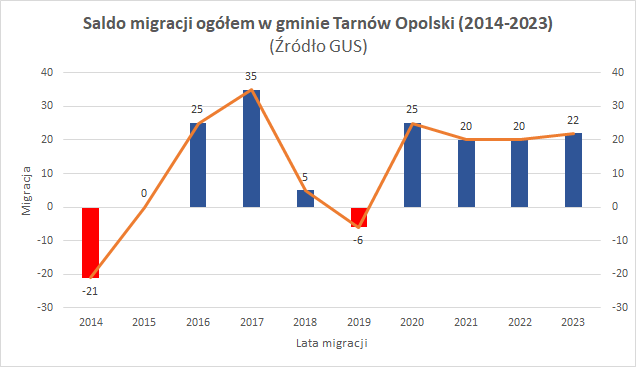
Dane o saldzie migracji w Tarnowie Opolskim[5]. Niebieskim kolorem zaznaczono okresy zwiększonej imigracji, a czerwonym kolorem oznaczono okresy zwiększonej emigracji

## Gospodarka
Wiodącą funkcją gminy jest przemysł i rolnictwo. Działalność prowadzi ok. 490 podmiotów gospodarczych funkcjonujących m.in. w sferze usług budowlanych, transportowych, handlu, mechaniki pojazdowej, przetwórstwa, ślusarstwa, szewstwa, fryzjerstwa, krawiectwa i napraw.
Bogactwa naturalne gminy (kamień wapienny i żwirek) zadecydowały o powstaniu nowoczesnego zakładu LHOIST „OPOLWAP S.A.” produkującego wapno i materiał do budowy dróg. Od 2011 Zakłady Wapiennicze Lhoist S.A.) w oparciu o wielki kamieniołom, wydobywający wapienie środkowego triasu (formacja karchowicka), w obrębie których występują jedne z pierwszych na świecie koralowce sześciopromienne.
Ponadto wyróżnić należy: „Polbau” Opole w Przyworach, Przedsiębiorstwo „Labtar” w Tarnowie Opolskim, Zakład Produkcyjno Usługowy „Gebauer” w Tarnowie Opolskim, „Przedsiębiorstwo Mechanizacji Rolnictwa w Przyworach, Rzeźnictwo” – Krasowski w Walidrogach oraz MROCZEK –Zakład Przetwórstwa Mięsnego Rzeźnictwa-Wędliniarstwo w Tarnowie OpolskimPrzedsiębiorstwo Handlowe – „Tomiczek” – Tarnów Opolski. Na terenie gminy zanotowano 490 prywatnych podmiotów gospodarczych, z tego jedno przedsiębiorstwo zatrudnia powyżej stu pracowników.

## Edukacja
Na terenie Gminy funkcjonuje:
- 1 żłobek
  - Niepubliczny żłobek "Szkrabuś" w Kosorowicach[9]
- 4 przedszkola
  - Przedszkole Publiczne z oddziałami integracyjnymi im. Błogosławionego Edmunda Bojanowskiego w Tarnowie Opolskim.
  - Przedszkole Publiczne w Kosorowicach
  - Przedszkole Publiczne w Przyworach
  - Zespół Szkolno-Przedszkolny Stowarzyszenia Pro liberis Silesiae Przedszkole w Raszowej
- 4 szkoły podstawowe
  - SP Publiczna Tarnów Opolski w Tarnowie Opolskim
  - SP Publiczna Tarnów Opolski(filia w Nakle)
  - SP Publiczna Kąty Opolskie w Kątach Opolskich
  - Zespół Szkolno-Przedszkolny Stowarzyszenia Pro liberis Silesiae Szkoła Podstawowa w Raszowej[10]

## Kultura
Samorządową centralną instytucją rozpowszechniania kultury na terenie Gminy Tarnów Opolski jest Gminny Ośrodek Kultury w Tarnowie Opolskim. Gminny Ośrodek Kultury w Tarnowie Opolskim zarządza poza sobą jeszcze 7 lokalnymi ośrodkami kulturalnymi działającymi w każdej wsi na terenie gminy.

## Regularne wydarzenia kulturalne
| Lp. | Nazwa wydarzenia                                          | Termin wydarzenia                                            | Miejsce wydarzenia |
| --- | --------------------------------------------------------- | ------------------------------------------------------------ | --- |
| 1.  | Wodzenie niedźwiedzia (in. Bery)                          | Sobota końcówki stycznia lub sobota lutego                   | Cała gmina Tarnów Opolski |
| 2.  | Babski comber (wydarzenie tylko dla kobiet)               | Styczeń lub luty                                             | Lokalizacja jest ustalana przed terminem wydarzenia |
| 3.  | Środa Żurowa                                              | Wielka Środa w śląskiej tradycji to Środa Żurowa             | Skwer "Wierzbowy Zakątek" w Tarnowie Opolskim oraz w innych miejscowościach |
| 4.  | Jarmark Wielkanocny                                       | Początek w okolicach niedzieli Palmowej                      | Plac główny obok kościoła pw. św. Marcina Biskupa w Tarnowie Opolskim oraz w innych miejscowościach                                                                                   |
| 5.  | Zajączek (wydarzenie tylko dla dzieci)                    | Wielka sobota (po ostatnim święceniu pokarmów)               | Skwer "Wierzbowy Zakątek" w Tarnowie Opolskim |
| 6.  | Przemarsz do "Księżego Dołu" (wydarzenie chrześcijańskie) | Przed ostatnia niedziela maja                                | Początkowym miejscem wydarzenia jest kościół pw. św. Marcina Biskupa w Tarnowie Opolskim. Wydarzenie kończy się w lesie w miejscu zwanym "Księżym Dołem" niedaleko Tarnowa Opolskiego |
| 7.  | Dzień dziecka (wydarzenie tylko dla dzieci)               | Początek czerwca                                             | Lokalizacja jest ustalana przed terminem wydarzenia |
| 8.  | Turniej Rycerski (organizuje stowarzyszenie Niepokorni)   | Okres wakacyjny                                              | Walidrogi - Szranki do turnieju rycerskiego |
| 9.  | Święto Ziół i Kwiatów                                     | 15 sierpnia                                                  | Plac główny obok kościoła pw. św. Marcina Biskupa w Tarnowie Opolskim |
| 10. | Dożynki Gminne                                            | Druga połowa września                                        | Lokalizacja jest ustalana przed terminem wydarzenia |
| 11  | Octoberfest                                               | Końcówka września lub październik                            | Lokalizacja jest ustalana przed terminem wydarzenia |
| 12. | Marcinki (wydarzenie chrześcijańskie)                     | 11 listopada (imieniny Marcina)                              | Plac główny obok kościoła pw. św. Marcina Biskupa w Tarnowie Opolskim |
| 13  | Jarmark Bożonoradzeniowy (wydarzenie chrześcijańskie)     | W czasie adwentu w grudniu. Przed świętami Bożego Narodzenia | Lokalizacja jest ustalana przed terminem wydarzenia |

## Regularne wydarzenia sportowe
| Lp. | Nazwa wydarzenia            | Termin wydarzenia                  | Miejsce wydarzenia |
| --- | --------------------------- | ---------------------------------- | --- |
| 1.  | Leśna Draka - Bieg sportowy | Przed ostatnia niedziela listopada | Miejsce startu to stadion sportowy im. Józefa Zwierzyny w Tarnowie Opolskim następnie bieg trasą Leśnej Draki przez las Tarnowa Opolskiego |

## Gminy partnerskie
- Brück
- Bad Blankenburg